# 원덕초등학교
원덕초등학교는 대한민국 경기도 양평군에 있는 공립 초등학교이다.

## 학교 연혁
- 1945년 10월 30일 양평국민학교 원덕분교장으로 인가
- 1949년 11월 5일 원덕국민학교 승격 개교
- 1949년 12월 20일 김진식 초대 교장 취임
- 1996년 3월 1일 원덕초등학교로 교명 변경
- 2007년 11월 28일 교문 교체 공사
- 2008년 11월 18일 도서실 현대화 사업
- 2009년 9월 1일 제24대 문우식 교장선생님 취임
- 2010년 9월 15일 보육교실 신설
- 2010년 10월 1일 으뜸문화관(강당) 개관
- 2012년 11월 14일 구강보건실 설치
- 2015년 2월 13일 제66회 졸업식(총졸업생수 2870)

## 참고 자료
- 원덕초등학교 - 한국교육학술정보원 학교알리미